# 숭덕여자중학교
숭덕여자중학교(崇德女子中學校)는 대한민국 인천광역시 남동구 만수동에 있는 사립 중학교이다.

## 학교 연혁
- 1966년 11월 9일 : 학교법인 숭덕학원 인가
- 1966년 12월 9일 : 숭덕중학교 설립인가 (각학년 주간 1학급, 야간 1학급 총 6학급)
- 1967년 2월 2일 : 초대 이사장 홍석련 장로 취임
- 1967년 3월 1일 : 제1대 교장 박근용 목사 취임
- 1967년 3월 2일 : 숭덕중학교 개교 (주야간 각 2학급)
- 1976년 8월 21일 : 숭덕여자중학교로 교명 변경 인가
- 1982년 1월 12일 : 인천광역시 남동구 만수동 신축교사로 이전 (만수동5-213번지)
- 1986년 2월 28일 : 숭덕여자중학교 학급 감축 (각 학년 4학급 총 12학급)
- 1996년 8월 28일 : 제2대 이사장 김경숙 권사 취임
- 2003년 5월 3일 : 강당(비젼홀) 및 비젼센타, 학생식당 개관
- 2005년 3월 25일 : 푸른초장(북 카페) 개관
- 2006년 10월 16일 : 쉴만한 물가 (교과 맞춤형 도서관) 개관
- 2007년 3월 1일 : 덕흥관(체육관) 준공
- 2007년 8월 1일 : 예뜨란 (학교생태공원) 준공
- 2016년 12월 1일 : 제1대 학원장 홍배식 장로 취임
- 2024년 2월 1일 : 제55회 122명 졸업(13,597명)
- 2024년 3월 1일 : 제11대 교장 김현우 장로 취임

## 참고 자료
- 숭덕여자중학교 - 한국교육학술정보원 학교알리미